# Lucrezia Orsina Vizzana
Lucrezia Orsina Vizzana (Bolonya, 3 de juliol de 1590 - Bolonya, 7 de maig de 1662) va ser una important compositora del Renaixement. Va viure en una època en què els homes tenien tot el protagonisme, però malgrat tot, va poder desenvolupar la seva activitat com a compositora i fins i tot, va tenir reconeixement. Va destacar com a compositora, però també era cantant i organista.

## Biografia
Després de la mort de la seva mare, l'any 1598 va ingressar al convent de Santa Cristina de Bolonya, quan ella tenia vuit anys. Allà va poder començar a aprendre música, ja que en els convents i monestirs se solia ensenyar aquest art. Primer va aprendre de la mà de Camilla Bombacci, que era organista i probablement també la seva tia. Després, va ser alumna de Ottavio Vernizzi, que era mestre de música del convent de Santa Cristina però no tenia l'autorització oficial per poder exercir aquest càrrec. Malgrat tot això, Ottavio Vernizzi podia entrar al convent, ja que les monges l'havien contractat de forma secreta perquè així pogués ensenyar els seus coneixements a Lucrezia Orsina.
Orsina va protagonitzar un episodi bastant polèmic quan va publicar un llibre de peces vocals, concretament motets, anomenat Componimenti musicali de motetti concertati a 1 e più voci. Aquest llibre fou arrenjat i arreglat per Ottavio Vernizzi i posteriorment publicat a Venècia l'any 1623. Aquesta publicació es va convertir en històrica perquè fins aquell moment molt poques dones havien pogut publicar les seves obres i oferir-les al públic. No obstant això, aquesta acció fou fortament criticada per diversos sectors, com per exemple l'Església, que no deixava realitzar publicacions a les dones. Davant aquesta acció intolerable i altres tensions entre l'Església i les monges, el novembre de l'any 1628 l'Església va decidir enviar un grup de tropes al convent de Santa Cristina, un convent que ja havia donat problemes perquè en el passat ja havia tingut una sèrie de conflictes contra els bisbes de Bolonya. Aquestes tropes varen haver de posar ordre davant la insubordinació de les monges, que estaven en contra de la negativa del Vaticà davant la publicació del llibre. Finalment, es va decidir tancar el convent i es va prohibir a Lucrezia Orsina escriure més música, però, en canvi, si que va poder seguir amb la seva activitat de monja. Després que succeïssin tots aquests esdeveniments i que tingués una salut bastant delicada, Lucrezia Orsina fou considerada boja, això segons les paraules del seu confessor, que ens han arribat fins avui en dia.

## Estil
El seu estil és bastant modern per a l'època en la qual s'escriu, ja que està en el principi del Barroc. Això vol dir que la compositora era conscient de tots els canvis que s'estaven produint en el món de la música i que acabarien desembocant en el Barroc. Té molta influencia de l'obra de Monteverdi, ja que utilitza un cromatisme semblant al d'aquest compositor. Aquest cromatisme s'utilitzava normalment en les obres vocals perquè era una manera d'expressar emocions intenses, per suggerir l'exploració harmònica en les peces instrumentals i per crear subjectes característics destinats a la seva elaboració en el contrapunt imitatiu. A més, desenvolupa la retòrica. Això significa que la música està al servei de les paraules,i es presta a expressar el significat d'aquestes mitjançant la música. També inclou frases en estil declamatori, per jugar així amb la retòrica i aconseguir els efectes que busca. Utilitza grans bots en les parts de les veus, a més d'una constant ornamentació de les melodies.
Una característica força important en la seva obra és el desenvolupament de la dissonància. L'aplica en bots expressius melòdics, on la dissonància queda suspesa. Per exemple, feia servir aquesta tècnica quan volia remarcar la importància d'una paraula. Així l'oient s'adonava de la importància del text i del seu significat. Probablement va aprendre aquest recurs de Monteverdi, ja que és constant en la seva obra.
Desenvolupa la relació entre el baix i la melodia. Això vol dir que dona molt de protagonisme tant al tiple com al baix. Les veus intermèdies no són tan importants i s'improvisen o també es poden escriure. Això no era una novetat, perquè la melodia amb acompanyament ja es va començar a desenvolupar en les chansons dels segles xiv i xv i en les cançons de forma homofònica del segle XVI. El que fou una novetat va ser polaritzar el baix i el tiple.
També es bastant característic l'acompanyament per baix continu que utilitza. El baix continu consistia a escriure una melodia o un conjunt de melodies i la línia del baix, però deixava als intèrprets omplir els acords i les veus interiors. El baix i els acords s'interpretaven amb uns instruments característics, com per exemple el llaüt, la tiorba, l'orgue, entre d'altres. Igualment, va desenvolupar el baix xifrat, ja que a finals del segle xvii la línia del baix es reforçava sovint amb instruments melòdics, com la viola de gamba o el fagot. Quan els acords que s'havien de tocar eren distins de les triades comuns en el seu estat fonamental o si s'havia d'afegir algun retard o alteració, el compositor anotava una sèrie de nombres per damunt o per davall de les notes del baix per indicar les notes que s'havien de fer. S'hi podien trobar sostinguts, bemols entre d'altres.

## Obra
Té una publicació bastant important, que és el Componimenti musicali de motetti concertati a 1 e più voci i que va ser una gran revolució en l'època, perquè l'havia escrit una dona. En aquest llibre desenvolupa el motet i recopila les següents obres:
- 10 motets solistes.
- 8 duetos
- Dos motets addicionals escrits per a tres i quatre veus.

Els més importants i reconeguts són aquests tres motets:
1. O Magnum Mysterium
2. Ave Stella Matutina
3. Veni Dulcissime Domine

Alguns motets estan escrits per als dies de festa en el convent. La major part d'ells estan dedicats a la figura de Jesucrist i l'exalten com una figura de redemptor i de salvador. Altres motets representen la veneració de la santa creu i els sacraments. Finalment, alguns motets també representen els conflictes polítics del convent de Santa Cristina a partir de l'any 1620.

## Redescobriment
Encara que sempre havia estat considerada una compositora important per als experts de la música antiga, no és fins al segle xx que la figura d'aquesta compositora desperta gran interés. Molts investigadors varen començar a investigar la seva obra i aquesta es va enregistrar en un àlbum anomenat Songs of Ecstasy and Devotion, de l'any 1998. Aquest fet va fer que la gent s'interessés més en l'obra d'aquesta compositora, ja que es va començar a divulgar.
A més, una obra de Broadway anomenada Rapture, de l'any 2000, basa el seu argument en la vida de la compositora.